# Анкаван
Анкаван (вірм. Հանքավան) — селище-санаторій в Вірменії, у марзі Котайк, у долині річки Мармарік. Центр якої знаходиться на відстані 85 км на північ від Єревана, на висоті 1900 м від рівня моря.

## Географія
Селище Анкаван входить в адміністративний район Раздана і знаходиться на відстані 40 км від районного центру міста Раздан.
Селище знаходиться в степовій та лісостеповій зоні.

## Клімат
Навколишній клімат села Анкаван помірно вологий, літо прохолодне, зима помірно холодна. Річна кількість атмосферних опадів доходить до 600–700 мм, тривалість сонячного сяйва 2400–2500 годин. Середня річна амплітуда температури повітря доходить до 20-22 °C. Зима м'яка, вельми снігозабезпечина (гранична товщина снігового шару доходить до 150 см), тривала, але безвітряна. Сніг починає випадати в листопаді, проте стабільне снігове покриття осідає в грудні. Танення снігу починається в березні, з цього ж часу середня денна температура повітря піднімається до 0 °C. В кінці весни і початку літа йдуть проливні дощі, перехід від весни до літа відбувається непомітно, з другої половини червня.
Літо відрізняється відносно підвищеною вологістю. Середня температура серпня дорівнює 16-18 °C (максимальна температура дорівнює 22 °C).
В кінці першої половини вересня спостерігаються перші заморозки, і з цього періоду настає осінь.
У другій половині осені збільшується число дощових і хмарних днів.

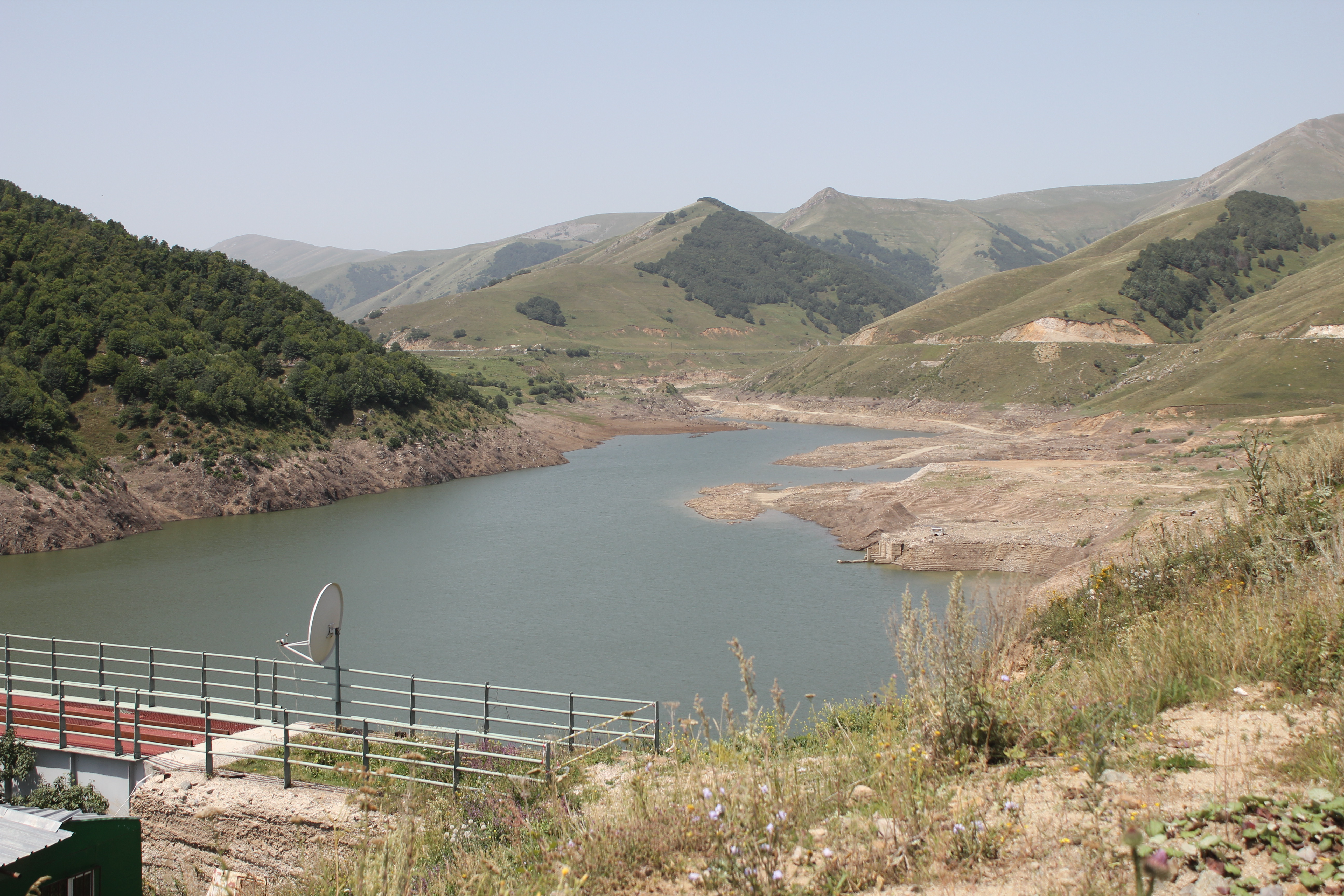
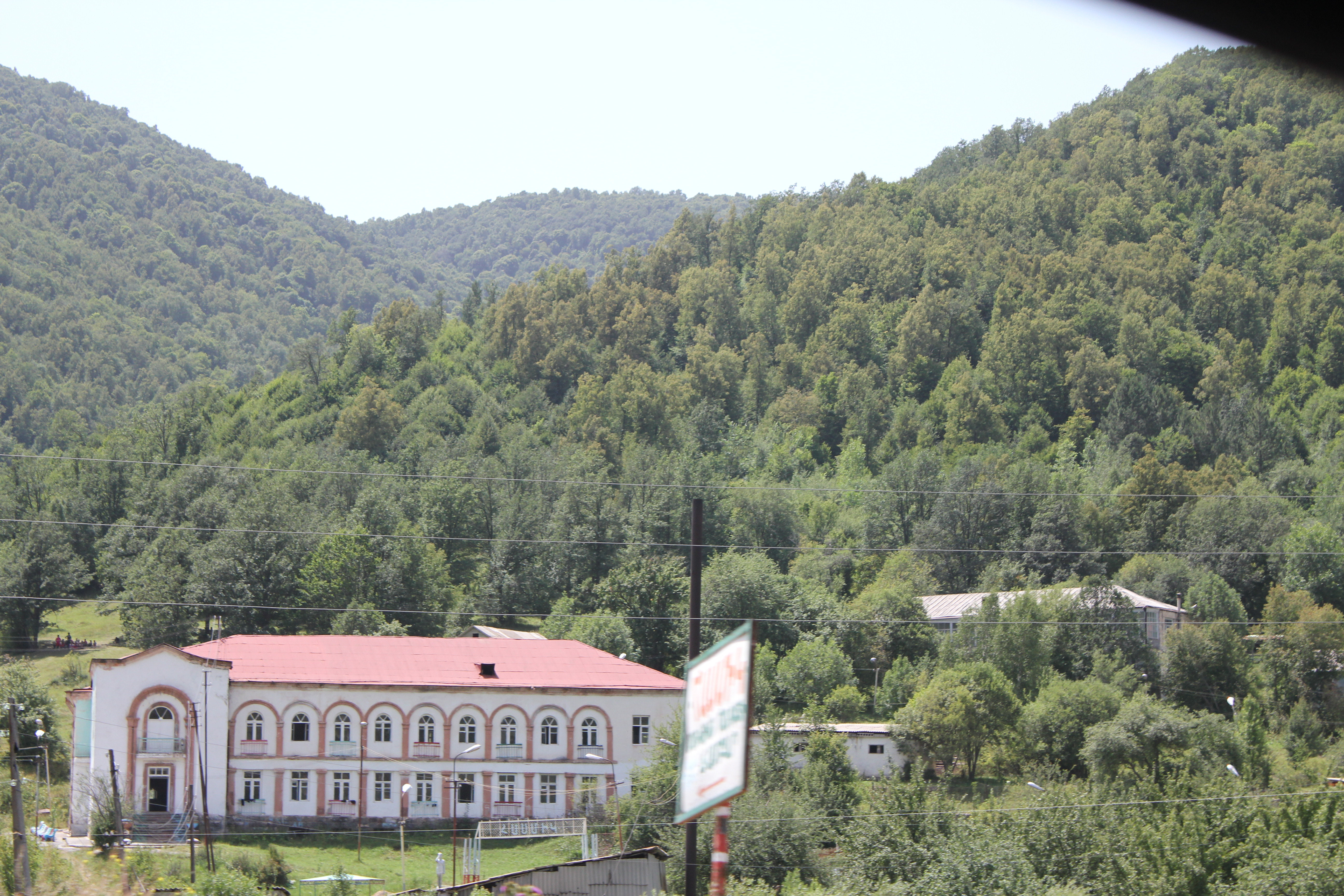
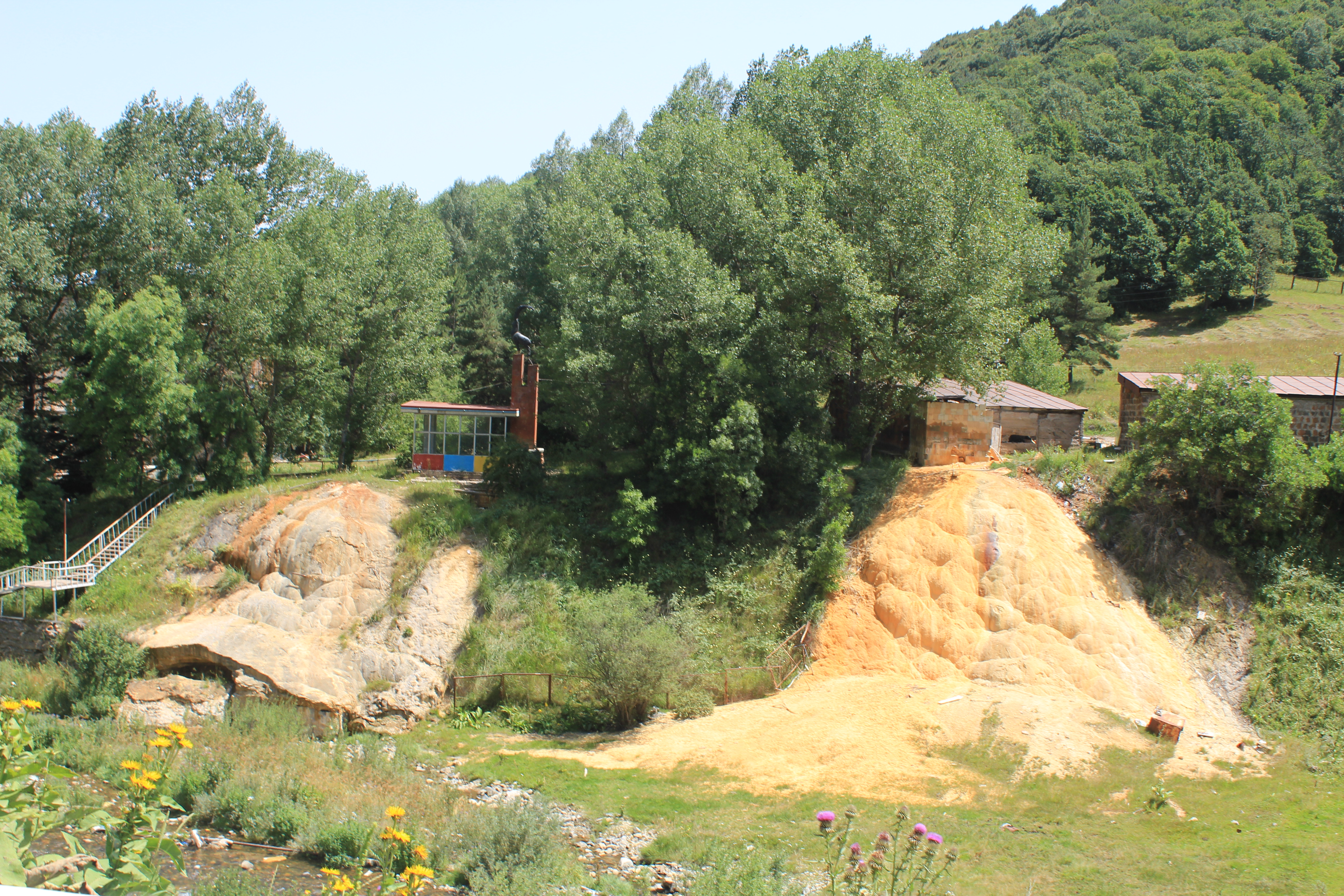

Геологія і гідрогеологія району: